# 逢坂力
逢坂 力（おうさか ちから、1980年6月2日 - ）は、日本の男性声優。青森県十和田市出身。81プロデュース所属。

## 人物
声種はテノール。
アニメ、ゲーム、アテレコなどの声の仕事で活躍している。
役柄としては、脇役を演じることが多い。
方言は南部弁。趣味・特技は車・バイク全般。
2016年11月4日にTwitterにて声優の成田紗矢香との入籍を公表。

## 出演

### テレビアニメ
2004年
- 超ぽじてぃぶ! ファイターズ（中原広報）
- 名探偵コナン（2004年 - 2015年、モンスターE、不良、赤城洋介）

2005年
- かみちゅ!（パイロット、男子生徒、キャスター）
- かりん（警官）
- Canvas2 〜虹色のスケッチ〜（運転手）
- ツバサ・クロニクル（2005年 - 2006年、仮面の男たち、秘妖、若者） - 2シリーズ
- NARUTO -ナルト-（医療班）
- MAJOR シリーズ（2005年 - 2008年、向井、服部 他） - 3シリーズ
- MÄR-メルヘヴン-（2005年 - 2006年、兵士、警備兵）
- 雪の女王（兵）

2006年
- ああっ女神さまっ それぞれの翼（男子学生）
- 銀魂（2006年 - 2009年、勘吉、魔死呂威鬱蔵、北大路大助 他）
- ぜんまいざむらい（2006年 - 2007年、飛脚の飛び助、飴糖売り、男A）
- D.Gray-man（賞金稼ぎC、アクマB）
- .hack//Roots（PC）
- バーテンダー（杉山）
- パンプキン・シザーズ（スマイソン、マルコー）
- 武装錬金（学生）
- ポケットモンスター ダイヤモンド&パール（2006年 - 2009年、ナナカマドの助手、Jの部下、エリートトレーナー、アリアドス、トレーナー、ギンガ団の部下）
- 魔界戦記ディスガイア（プリニーB）
- 流星のロックマン（オペレーター、俳優 他）

2007年
- ウエルベールの物語 〜Sisters of Wellber〜（2007年 - 2008年、手下、衛兵、店長、トール、野盗C 他） - 2シリーズ
- 風の少女エミリー（客）
- 機動戦士ガンダム00（管制官）
- ご愁傷さま二ノ宮くん（生徒2、忍者2）
- スパイダーライダーズ 〜よみがえる太陽〜（ヌウマ兵）
- ゼロ デュエル・マスターズ（カリコミ、デュエリストD）
- ZOMBIE-LOAN（青年C）
- DARKER THAN BLACK -黒の契約者-（オペレーター）
- 鉄子の旅（沿線の人々）
- デルトラクエスト（憲兵団7号、イワン 他）
- 天元突破グレンラガン（ジャモゴ）
- 東京魔人學園剣風帖 龖（坊主、講師、イジメッ子A、ヤクザA） - 2シリーズ
- ハヤテのごとく!（剣道部員）
- Venus Versus Virus（男性）
- ポケモン不思議のダンジョン 時の探検隊・闇の探検隊（サンドパン）
- 魔人探偵脳噛ネウロ（麻薬密売容疑者）
- もっけ（相手チームA）
- 流星のロックマン トライブ（パイロット、村人 他）

2008年
- H2O -FOOTPRINTS IN THE SAND-（村人）
- 今日からマ王!（式典係）
- ケメコデラックス!（男子生徒）
- ゴルゴ13（2008年 - 2009年、テイラー、運転手、ホテルの主人）
- しゅごキャラ!（セオミラ王、プロデューサー、照明係）
- スケアクロウマン（男）
- 西洋骨董洋菓子店〜アンティーク〜（ジム生1）
- 絶対可憐チルドレン（兵士）
- 全力ウサギ（先輩、従業員）
- TYTANIA -タイタニア-（ブラッド、ハーフェズ少将、来賓、職員、兵士 他）
- テレパシー少女 蘭（真辺）
- とらドラ!（男子生徒B、男子C、陸上部員B）
- To LOVEる -とらぶる-（生徒、長髪ロッカー）
- 秘密 〜The Revelation〜（浅野浩一、北村）
- ヒャッコ（男子生徒C）
- ONE OUTS -ワンナウツ-（2008年 - 2009年、石川、西岡、三島、藤田晋、白神 他）

2009年
- 青い文学シリーズ
  - 「人間失格」（次兄）
  - 「桜の森の満開の下」（用心棒、若者1）
  - 「走れメロス」（新郎）
  - 「蜘蛛の糸・地獄変」（兵士）

- うさるさん。（ジャイアン兎）
- 狼と香辛料II（商人）
- CANAAN（警備担当者）
- グイン・サーガ（イルム、メンティウス）
- 咲-Saki-（弔問客）
- 07-GHOST（士官候補生、バーノン、司教B、カイル）
- 蒼天航路（郭汜、護衛、部下D、見張り番A、宦官A 他）
- ティアーズ・トゥ・ティアラ（テンペスタ、デラトール、魔導師、兵士、ゲール族 他）
- とある科学の超電磁砲（2009年 - 2010年、強盗、不良、不良C）
- 鋼の錬金術師 FULLMETAL ALCHEMIST（警備兵B、憲兵A）
- はじめの一歩 New Challenger
- バスカッシュ!（ファン）
- 花咲ける青少年（ジャビル）
- 東のエデン（AKX20000）
- よくわかる現代魔法（神西九十九、マネージャー）
- RIDEBACK -ライドバック-（ギャラリー）

2010年
- 裏切りは僕の名前を知っている（幹部）
- 戦う司書 The Book of Bantorra（擬人）
- ちゅーぶら!!（男子生徒）
- NARUTO -ナルト- 疾風伝（ベンテン、夜月の忍、雲隠れの忍 ジェイの後輩、木ノ葉隠れの里の忍）

2011年
- 逆境無頼カイジ 破戒録篇（沼川）

2012年
- プリティーリズム・オーロラドリーム（実況）

2014年
- ブレイク ブレイド（兵士A）

2015年
- コンクリート・レボルティオ〜超人幻想〜（S遊星人）

2024年
- 青の祓魔師 雪ノ果篇（中年男性、祓魔師、司会者）

### 劇場アニメ
2007年
- 劇場版ポケットモンスター ダイヤモンド&パール ディアルガVSパルキアVSダークライ（ドンカラス）
- ねずみ物語 〜ジョージとジェラルドの冒険〜（ねずみ達）

2009年
- 劇場版ポケットモンスター ダイヤモンド&パール アルセウス 超克の時空へ（ガブリアス）
- テイルズ オブ ヴェスペリア 〜The First Strike〜（クリス）
- レイトン教授と永遠の歌姫（デスコールの部下）

2010年
- TRIGUN Badlands Rumble
- ブレイク ブレイド（兵士A）

2011年
- 鬼神伝（土神）

### OVA
2007年
- 今日からマ王! R（盗賊、兵士、親父）

2008年
- .hack//G.U. TRILOGY
- やなせたかしメルヘン劇場 クシャラひめ（門番）
- やなせたかしメルヘン劇場 セントバーナードとたびびと アニーとコラ（旅人）

2009年
- 聖闘士星矢 THE LOST CANVAS 冥王神話（冥闘士）
- OAD のだめカンタービレ Lesson79（男性メンバーA）

2010年
- BLACK LAGOON Roberta's Blood Trail（彪如苑、リッチー・リロイ、ライト）

2011年
- SUPERNATURAL: THE ANIMATION（マイク）

### ゲーム
2006年
- ぷよぷよシリーズ（2006年 - 2020年、サタン） - 6作品
- 地球防衛軍3（市民）

2008年
- 幻想水滸伝ティアクライス（ベレムエル、ムーロ、ヨベル）
- 魔界戦記ディスガイア（プリニー2）

2009年
- アイテムゲッター 〜僕らの科学と魔法の関係〜（ガルド）
- 鋼の錬金術師 FULLMETAL ALCHEMIST 黄昏の少女

2010年
- 斬撃のREGINLEIV（エインヘイリヤルA、南の村人（男）D）

2011年
- イナズマイレブン ストライカーズ（2011年 - 2012年、ビヨン・カイル） - 3作品

2013年
- The Last of Us
- Dragon's Dogma Dark Arisen（レイナード）

2014年
- ぷよぷよ!!クエスト（2014年 - 2022年、サタン、エント、ラトス）

2017年
- デスティニーチャイルド（ミューズ）

2020年
- ファイナルファンタジーVII リメイク

2022年
- セガNET麻雀 MJ（サタン）

### ドラマCD
2004年
- 陽炎ノスタルジア（緋嘉見兵、伽夷の家臣）

2007年
- DOLLSII（諜報員）

2008年
- WE LOVE YAKINIKU! 最遊記RELOAD（店員）
- ポーの一族 ドラマCD 第4巻（マーシャル）

2009年
- NARUTO -ナルト- 疾風伝カカシの休日〜イチャパラ外伝への道〜（行列の客）

2012年
- ドラマCD「ぷよぷよ」（サタン）

2013年
- ドラマCD「ぷよぷよ」Vol.4（サタン）

2014年
- ドラマCD「ぷよぷよ」Vol.5（サタン）

2016年
- ドラマCD「ぷよぷよ」Vol.6（サタン）

### BLCD
2005年
- 蜜と十字架（聖十字）
- ラブ★パニ 恋愛警報☆パニック注意報（山登りの生徒）

2007年
- YEBISUセレブリティーズ5（男性社員C）
- 月下美人（チンピラB、教師）
- 東京・心中（バーディングの副社長）

2008年
- カフェラテ・ラプソディ（昔の男、客A）
- 白衣の悪魔に溺れちゃう（部下）

2009年
- クリムゾン・スペル（盗賊の頭）
- 三百年の恋の果て（村人B、祥真の一族B）
- 東海道HISAME-陽炎- 千子村正編（和尚）
- NEWSな彼!（マネージャー）

2010年
- 豪華客船でときめきは始まる（シュルツ）
- 未完成（イトチュー）
- 蜜肌美人（友人）

2011年
- 言ノ葉ノ世界（原田、タクシー運転手）
- 心臓がふかく爆ぜている（元彼）

2018年
- 柴くんとシェパードさん（柴本広人、コタロー）

### 吹き替え

#### 映画
- アレックス・ライダー
- マルコ・ポーロ/東方見聞録
- みんな私に恋をする（チャズ）

#### テレビドラマ
- グレイズ・アナトミー 恋の解剖学（ベン）
- THE TUDORS〜背徳の王冠〜（クランマー）
- TOUCH/タッチ（スティーブ牧師）
- NUMBERS 天才数学者の事件ファイル
- PAN AM/パンナム（ジョー）
- プライベート・プラクティス 迷えるオトナたち
- ブラザーズ&シスターズ

#### アニメ
- きかんしゃトーマス（ダンカン）※テレビ東京、NHK版
  - トーマスをすくえ!! ミステリーマウンテン
- シュレック3
- ティンカー・ベルと月の石（ストーン）
- ティーン・タイタンズ（ヘラルド）
- ネクスト・アベンジャーズ 〜未来のヒーローたち〜※ディズニーXD版

### 特撮
- ウルトラファイトビクトリー（2015年、アストラの声）

### バラエティ
- Let's天才てれびくん（2014年、かさぽんたす）

### ボイスオーバー
- 日立 世界・ふしぎ発見!（2015年）

### オーディオブック
- 発達障害の僕が「食える人」に変わった すごい仕事術（2019年、朗読）
- GJ部（朗読）
  - 1巻（2019年）
  - ◎巻（2020年）
  - ういーくりー（2022年）
- 漂海のレクキール（2021年、朗読、ラザナスタ・ワイズ 他[10]）
- FREE, FLAT, FUN これからの僕たちに必要なマインド（2021年、朗読）
- GJ部中等部（2022年、朗読）

## ディスコグラフィ

### キャラクターソング
- ぷよぷよヴォーカルトラックス vol.2
  - Creator of the Puyopuyo hell（サタン）